# Omoda
Omoda je čínská automobilová značka vlastněná společností Chery. Značka byla poprvé představena v Rusku a Kazachstánu v říjnu 2022, přičemž jejím prvním modelem byl model Omoda C5. Vozidlo je rebadge model crossoveru Eponymous Chery.
Omoda a Jaecoo jsou dvě značky Chery, které jsou prodávány pouze mimo Čínu, aby podpořily její exportní strategii. Na některých trzích má značka stejné prodejce jako značka Chery, zatímco ve většině případů sdílí stejné prodejce s Jaecoo.
Podle Chery je písmeno „O“ ve slově Omoda odvozeno od slova „oxygen“, zatímco „Moda“ znamená „moderní“. Na některých trzích je Omoda prezentována jako luxusní značka ve srovnání s běžnější značkou Chery.